# Ronde van Italië 2016/Derde etappe
De derde etappe van de Ronde van Italië 2016 begon op 8 mei 2016 in de Nederlandse stad Nijmegen in de Nederlandse provincie Gelderland. Deze etappe met de finish in de stad Arnhem was 190 kilometer lang en werd gewonnen door de Duitser Marcel Kittel van Etixx-Quick Step, die de sprint won van Italiaan Elia Viviani van Team Sky en Italiaan Giacomo Nizzolo van Trek-Segafredo. Beste Nederlander werd Moreno Hofland op plek 7.

## Route
De start was om 12.25 vanaf de Grote Markt in Nijmegen. Via de Kronenburgersingel en De Oversteek werd Nijmegen verlaten en ging het peloton naar Bemmel. De route liep vervolgens langs Huissen, Westervoort, Giesbeek, Zelhem, Ruurlo, Borculo, Lochem, Zutphen, Bronkhorst, Brummen, Dieren, Rheden, over de Posbank en Rozendaal naar Arnhem. Daar lag de finish op de Velperbuitensingel.

## Verloop
Direct na de start gaan Giacomo Berlato, Johann Van Zyl, Julen Amezqueta en Maarten Tjallingii weg. Tjallingii won beide tussensprints bij Lochem en Dieren en veroverde de bergtrui door als eerste boven te komen op de Posbank. Op twaalf kilometer van het einde ging Van Zyl er vandoor. Op twee kilometer van de streep komt het hele peloton weer samen en Marcel Kittel won de etappe door de sprint te winnen.

## Uitslag
| Nijmegen - Arnhem (190 km) |                   |                            |          |
| Plaats                     | Naam              | Ploeg                      | Tijd     |
| Winnaar                    | Marcel Kittel     | Etixx-Quick Step           | 4u23'45" |
| 2                          | Elia Viviani      | Team Sky                   | z.t.     |
| 3                          | Giacomo Nizzolo   | Trek-Segafredo             | z.t.     |
| 4                          | André Greipel     | Lotto Soudal               | z.t.     |
| 5                          | Aleksandr Porsev  | Team Katjoesja             | z.t.     |
| 6                          | Kristian Sbaragli | Dimension Data             | z.t.     |
| 7                          | Moreno Hofland    | Team LottoNL-Jumbo         | z.t.     |
| 8                          | Arnaud Démare     | FDJ                        | z.t.     |
| 9                          | Rick Zabel        | BMC Racing Team            | z.t.     |
| 10                         | Matej Mohorič     | Lampre-Merida              | z.t.     |
| 11                         | Manuel Belletti   | Wilier Triestina-Southeast | z.t.     |
| 12                         | Caleb Ewan        | Orica GreenEDGE            | z.t.     |
| 13                         | Nikias Arndt      | Team Giant-Alpecin         | z.t.     |
| 14                         | Matteo Pelucchi   | IAM Cycling                | z.t.     |
| 15                         | Paolo Simion      | Bardiani CSF               | z.t.     |
| 16                         | Ivan Savitski     | Gazprom-RusVelo            | z.t.     |
|                            |                   |                            |          |
| 34                         | Sean De Bie       | Lotto Soudal               | z.t.     |

## Klassementen
| Algemeen klassement |                   |                             |          |
| Plaats              | Naam              | Ploeg                       | Tijd     |
| Roze trui           | Marcel Kittel     | Etixx-Quick Step            | 9u13'10" |
| 2                   | Tom Dumoulin      | Team Giant-Alpecin          | + 9"     |
| 3                   | Andrey Amador     | Movistar Team               | + 15"    |
| 4                   | Tobias Ludvigsson | Team Giant-Alpecin          | + 17"    |
| 5                   | Moreno Moser      | Cannondale Pro Cycling Team | + 21"    |
| 6                   | Bob Jungels       | Etixx-Quick Step            | + 22"    |
| 7                   | Matthias Brändle  | IAM Cycling                 | + 23"    |
| 8                   | Roger Kluge       | IAM Cycling                 | + 25"    |
| 9                   | Chad Haga         | Team Giant-Alpecin          | z.t.     |
| 10                  | Georg Preidler    | Team Giant-Alpecin          | z.t.     |
|                     |                   |                             |          |
| 25                  | Sean De Bie       | Lotto Soudal                | + 40"    |

| Puntenklassement |                    |                    |        |
| Plaats           | Naam               | Ploeg              | Punten |
| Rode trui        | Marcel Kittel      | Etixx-Quick Step   | 106    |
| 2                | Maarten Tjallingii | Team LottoNL-Jumbo | 80     |
| 3                | Elia Viviani       | Team Sky           | 49     |
| 4                | Giacomo Berlato    | Nippo-Vini Fantini | 44     |
| 5                | Giacomo Nizzolo    | Trek-Segafredo     | 43     |

| Bergklassement |                    |                            |        |
| Plaats         | Naam               | Ploeg                      | Punten |
| Blauwe trui    | Maarten Tjallingii | Team LottoNL-Jumbo         | 5      |
| 2              | Omar Fraile        | Dimension Data             | 3      |
| 3              | Julen Amezqueta    | Wilier Triestina-Southeast | 2      |
| 4              | Giacomo Berlato    | Nippo-Vini Fantini         | 2      |

| Jongerenklassement |                   |                         |          |
| Plaats             | Naam              | Ploeg                   | Tijd     |
| Witte trui         | Tobias Ludvigsson | Team Giant-Alpecin      | 9u13'27" |
| 2                  | Bob Jungels       | Etixx-Quick Step        | + 5"     |
| 3                  | Łukasz Wiśniowski | Etixx-Quick Step        | + 12"    |
| 4                  | Moreno Hofland    | Team Team LottoNL-Jumbo | + 17"    |
| 5                  | Stefan Küng       | BMC Racing Team         | + 22"    |

| Ploegenklassement (tijd) |                    |           |
| Plaats                   | Ploeg              | Tijd      |
| 1                        | Team Giant-Alpecin | 27u40'21" |
| 2                        | Team LottoNL-Jumbo | + 15"     |
| 3                        | Etixx-Quick Step   | + 20"     |
| 4                        | IAM Cycling        | + 36"     |
| 5                        | Movistar Team      | + 37"     |

## Opgaves
- Jean-Christophe Péraud (AG2R La Mondiale)
- Silvan Dillier (BMC Racing Team)

## Afbeeldingen

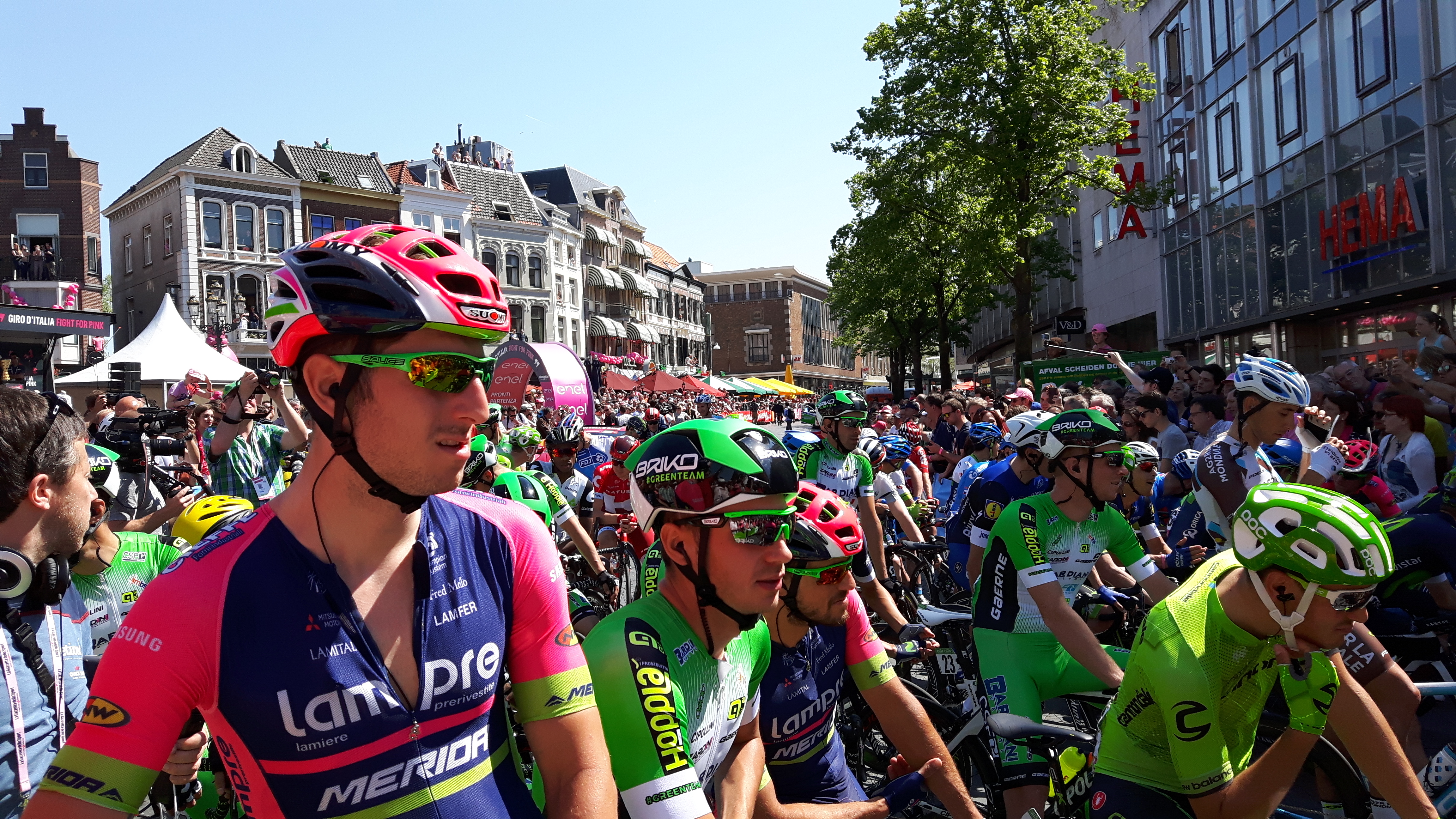
De rijders wachten op de start op de Grote Markt in Nijmegen
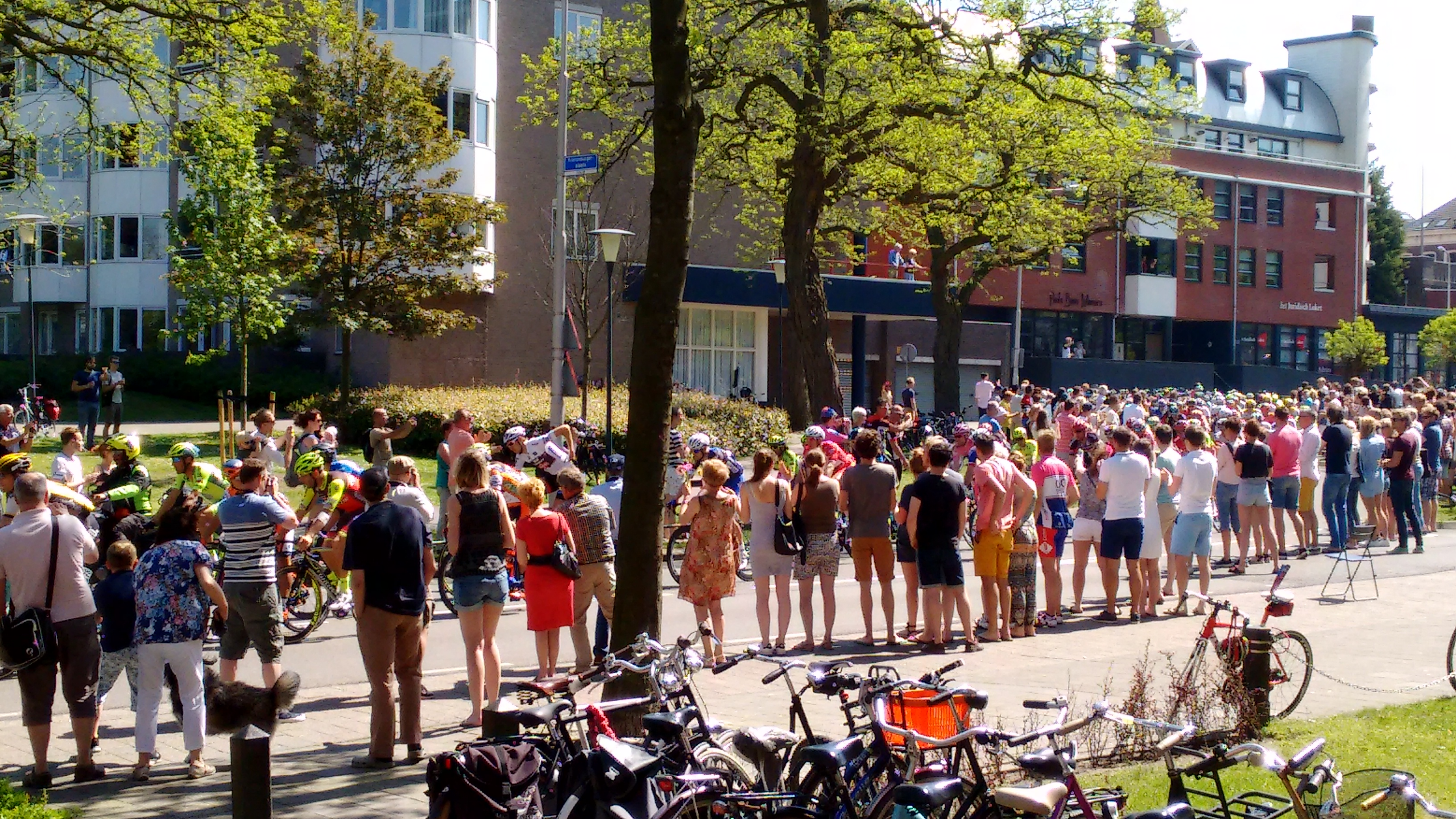
De geneutraliseerde start kwam langs de Kronenburgersingel in Nijmegen
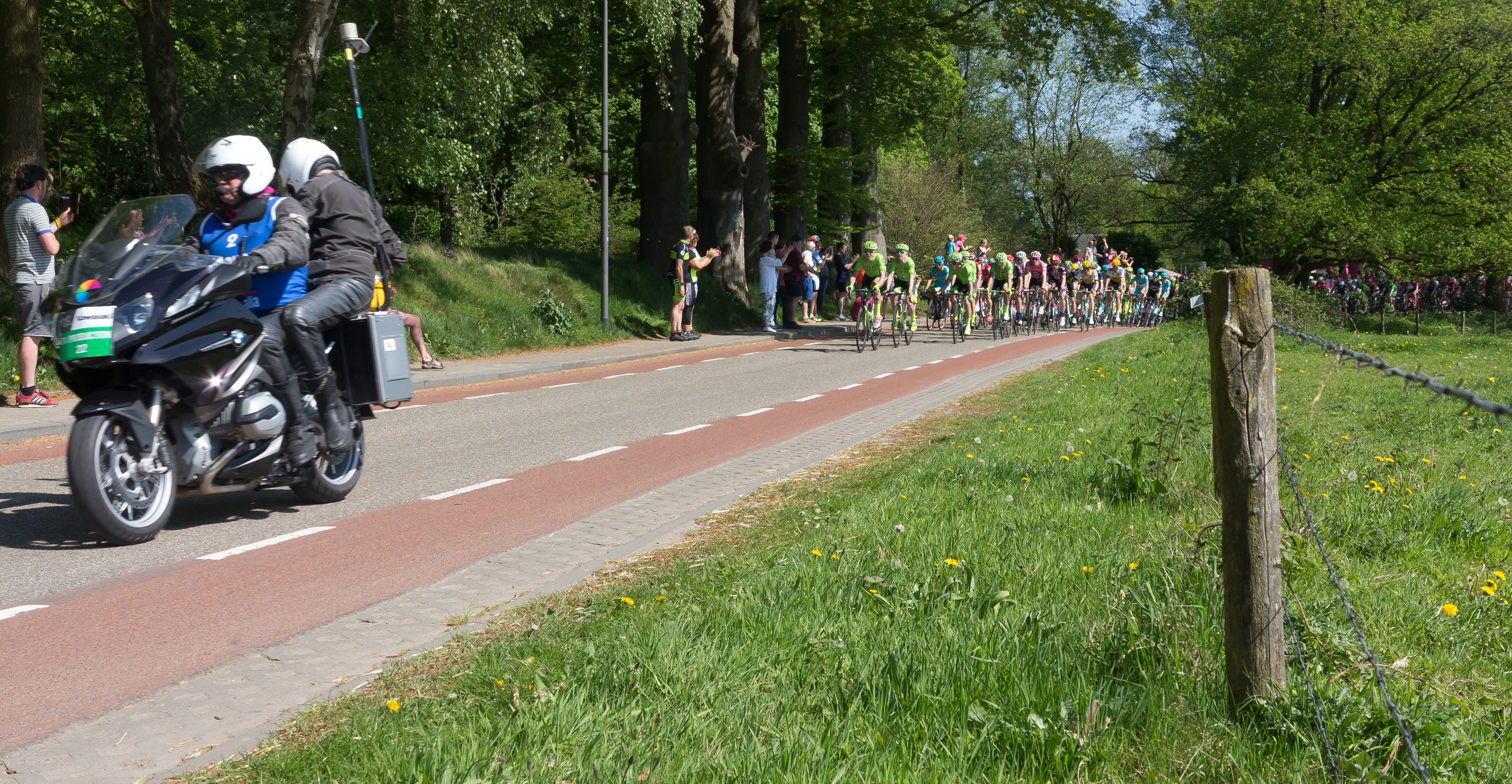
Het peloton finisht op de Velperbuitensingel in Arnhem

1e etappe ·
2e etappe ·
3e etappe ·
4e etappe ·
5e etappe ·
6e etappe ·
7e etappe ·
8e etappe ·
9e etappe ·
10e etappe ·
11e etappe ·
12e etappe ·
13e etappe ·
14e etappe ·
15e etappe ·
16e etappe ·
17e etappe ·
18e etappe ·
19e etappe ·
20e etappe ·
21e etappe
Startlijst · Eindstanden · Afbeeldingen